# CEV Champions League 2008-2009 (femminile)
La CEV Champions League 2008-2009 (pallavolo femminile) è stata la 49ª edizione del massimo torneo pallavolistico europeo per squadre di club; iniziata con la fase a gironi a partire dal 4 novembre 2008, si è conclusa con la final-four di Perugia, in Italia, il 29 marzo 2009. Alla competizione hanno partecipato 20 squadre e la vittoria finale è andata per la sesta volta al Volley Bergamo.

## Sistema di qualificazione
All'edizione del 2008-2009 hanno preso parte 20 squadre provenienti dalle 54 federazioni affiliate alla CEV. Per ogni federazione ha partecipato un certo numero di club a seconda della Ranking List aggiornata annualmente; federazioni con un coefficiente maggiore hanno avuto più club rispetto a quelle con un punteggio minore. Il massimo di compagini per ogni nazione è di tre, privilegio riservato per questa edizione solo all'Italia, anche se grazie alla wild-card ha goduto di tre squadre anche la Turchia.
Di seguito è riportato lo schema di qualificazione (su base Ranking List 2008):
- Posizione 1 ( Italia): 3 squadre
- Posizioni 2-4 ( Francia,  Polonia,  Russia,  Spagna,  Turchia): 2 squadre
- Posizioni 5-7 ( Austria,  Croazia,  Paesi Bassi,  Rep. Ceca,  Romania,  Serbia): 1 squadra

La wild card è stata assegnata alla Turchia.

## Squadre partecipanti
| - Martinus - Türk Telekom - Poštar - Bergamo - RC Cannes - Metal Galați - Eczacıbaşı - VakıfBank GS - Dinamo Mosca - ASPTT Mulhouse | - CAV Murcia - Muszyna - Zareč'e Odincovo - Sirio Perugia - Robursport Pesaro - PTPS - Prostějov - Rijeka - Schwechat Post - Tenerife |

## Fase a gironi

### Gironi
| Girone A                                 | Girone B                               | Girone C                                  | Girone D                                     | Girone E                                                   |
| ---------------------------------------- | -------------------------------------- | ----------------------------------------- | -------------------------------------------- | ---------------------------------------------------------- |
| Dinamo Mosca CAV Murcia Prostějov Rijeka | Türk Telekom Poštar RC Cannes Tenerife | Bergamo Metal Galați VakıfBank GS Muszyna | Martinus Zareč'e Odincovo Sirio Perugia PTPS | Eczacıbaşı ASPTT Mulhouse Robursport Pesaro Schwechat Post |

## Play-off a 12

### Squadre qualificate
- Türk Telekom
- Bergamo
- Eczacıbaşı
- Dinamo Mosca
- Muszyna
- Robursport Pesaro

## Play-off a 6

### Squadre qualificate
- Bergamo (qualificata tramite golden-set)
- Eczacıbaşı
- Dinamo Mosca
- Sirio Perugia (qualificata di diritto in quanto paese organizzatore)

## Final-four
La final four si è disputata a Perugia ( Italia) e gli incontri si sono svolti al PalaEvangelisti. Le semifinali si sono disputate il 28 marzo, mentre la finale per 3º/4º posto e la finalissima si è giocata il 29 marzo.
Gli accoppiamenti della final-four, stabiliti dal regolamento CEV, prevedono che in caso di qualificazione di due squadre della stessa nazione, queste si incontrino in semifinale: questa eventualità si è verificata tra le squadre italiane del Volley Bergamo e Sirio Perugia.

### Finali 1º e 3º posto
|  | Semifinali    | Semifinali    | Semifinali |         |              | Finale             | Finale             | Finale             |  |
|  |               |               |            |         |              |                    |                    |                    |  |
|  | Dinamo Mosca  | Dinamo Mosca  | 3          |         |              |                    |                    |                    |  |
|  | Dinamo Mosca  | Dinamo Mosca  | 3          |         |              |                    |                    |                    |  |
|  | Eczacıbaşı    | Eczacıbaşı    | 0          |         |              |                    |                    |                    |  |
|  | Eczacıbaşı    | Eczacıbaşı    | 0          |         | Dinamo Mosca | Dinamo Mosca       | 2                  |                    |  |
|  |               |               |            |         | Dinamo Mosca | Dinamo Mosca       | 2                  |                    |  |
|  |               |               | Bergamo    | Bergamo | 3            |                    |                    |                    |  |
|  | Sirio Perugia | Sirio Perugia | Bergamo    | Bergamo | 3            | 1                  |                    |                    |  |
|  | Sirio Perugia | Sirio Perugia |            |         |              | 1                  |                    |                    |  |
|  | Bergamo       | Bergamo       | 3          |         |              | Finale 3º/4º posto | Finale 3º/4º posto | Finale 3º/4º posto |  |
|  | Bergamo       | Bergamo       | 3          |         |              |                    |                    |                    |  |
|  |               |               |            |         |              |                    |                    |                    |  |
|  |               |               |            |         |              | Eczacıbaşı         | Eczacıbaşı         | 1                  |  |
|  |               |               |            |         |              | Eczacıbaşı         | Eczacıbaşı         | 1                  |  |
|  |               |               |            |         |              | Sirio Perugia      | Sirio Perugia      | 3                  |  |